# Kiskunfélegyháza
Kiskunfélegyháza este un oraș în districtul Kiskunfélegyház, județul Bács-Kiskun, Ungaria, având o populație de 29.769 de locuitori (2011). 

## Demografie
Componența etnică a orașului Kiskunfélegyháza
     Maghiari (97,2%)
     Necunoscut (0,52%)
     Alții (2,28%)
Componența confesională a orașului Kiskunfélegyháza
     Romano-catolici (57,9%)
     Fără religie (10,1%)
     Reformați (2,32%)
     Necunoscută (28,33%)
     Alte religii (2,26%)
Conform recensământului din 2011, orașul Kiskunfélegyháza avea 29.769 de locuitori. Din punct de vedere etnic, majoritatea locuitorilor (97,2%) erau maghiari. Apartenența etnică nu este cunoscută în cazul a 0,52% din locuitori.  Din punct de vedere confesional, majoritatea locuitorilor (57,9%) erau romano-catolici, existând și minorități de persoane fără religie (10,1%) și reformați (2,32%). Pentru 28,33% din locuitori nu este cunoscută apartenența confesională.